# Hueso semilunar
El hueso semilunar es un hueso de la muñeca llamado así porque tiene la forma de media luna con la concavidad mirando hacia abajo. Es un hueso, par, corto, esponjoso, compacto, de forma cuboidea, semilunar, que parece una luna, con seis caras, de las cuales cuatro son articulares.

## Carillas articulares
Las cuatro carillas articulares son:
1. Carilla superior, convexa para el radio.
2. Carilla inferior, cóncava para la cabeza del hueso grande y la extremidad superior del ganchoso
3. Carilla externa, plana y muy pequeña para el escafoides
4. Carilla interna, plana también pero mucho más grande para el piramidal

## Carillas no articulares
De las dos carillas no articulares del semilunar, la anterior es convexa y la posterior plana. Una y otra son rugosas pero no se inserta en ellas ningún músculo.

## Conexiones
Es el segundo hueso de la primera fila del carpo; se articula con el radio, escafoides, piramidal, ganchoso y grande.